# Jaap Lodders
Jaap Lodders (Klundert, 15 april 1963) is een Nederlands bestuurder en politicus. Hij is bestuurder van de Koninklijke Nederlandse Jagersvereniging en van het waterschap Zuiderzeeland. Lodders is lid van de VVD.

## Leven en werk
Lodders begon zijn politieke carrière in 1994 als lid van de gemeenteraad van Lelystad. In 2000 werd hij fractievoorzitter van de gemeenteraadsfractie. Van 2002 tot eind 2009 was hij wethouder van onder andere economische zaken en verkeer en vervoer. Bij de gemeenteraadsverkiezingen van 2006 was Lodders lijsttrekker. Op 2 december 2009 diende Lodders zijn ontslag in nadat de gemeenteraad het vertrouwen in de VVD als coalitiepartij had opgezegd, nadat deze partij tegen de najaarsnota had gestemd, hetgeen tot een vertrouwensbreuk in de coalitie leidde.
Na de verkiezingen voor Provinciale Staten op 2 maart 2011 werd Lodders lid van Provinciale Staten in Flevoland. Na de onderhandelingen voor een nieuw college van Gedeputeerde Staten werd hij op 18 mei 2011 gekozen tot gedeputeerde met onder andere verkeer en vervoer en de luchthaven in zijn portefeuille. Na de Provinciale Statenverkiezingen van 2015, waar hij lijsttrekker was namens de VVD, werd Lodders opnieuw gekozen als gedeputeerde. Deze functie vervulde hij tot 30 mei 2018, waarna hij werd benoemd als wethouder in de gemeente Almere. Op 15 mei 2019 heeft Lodders zijn functie als wethouder van Almere neergelegd vanwege persoonlijke omstandigheden.
Van 1 juni 2019 tot 1 juni 2023 was Lodders bestuurssecretaris en coördinator belangenbehartiging bij de Koninklijke Nederlandse Jagersvereniging. Ook was hij van februari 2021 tot maart 2023 voorzitter van LTO Zuidelijk Flevoland. Sinds 29 maart 2023 is Lodders lid van het algemeen bestuur van waterschap Zuiderzeeland voor de categorie Ongebouwd, en sinds 16 juni 2023 lid van het dagelijks bestuur.

## Persoonlijk
Helma Lodders (VVD-kamerlid van 2010 tot 2021) is de zus van Lodders.